# Blu di Russia
Il gatto blu di Russia (detto anche Russian blue in inglese o blu russo in italiano) è un felino dalle origini sconosciute e dal pelo blu con sfumature grigie.
Circa la sua provenienza si sa di certo soltanto che da tempi immemorabili era presente nel nord-ovest della Russia, particolarmente nella città portuale di Arcangelo. Una curiosa caratteristica del blu di Russia è l'espressione della bocca, che si dice richiami in un qualche modo il sorriso della Gioconda, effetto ancora più evidente nel gatto allevato negli Stati Uniti piuttosto che in quello di allevamento inglese.

## Storia
Non si hanno notizie certe sull'origine di questi gatti. L’unica certezza è che era allevato in Inghilterra e che comparve nel 1900 in America. Il Blu di Russia è descritto per la prima volta da tale Frances Simpson in una pubblicazione del 1903. L’autrice racconta che uno di questi gatti giunse in Inghilterra nel 1860 a bordo di una nave mercantile inglese. Alcuni marinai durante lo scalo nel porto russo di Arcangelo (sul Mar Bianco) imbarcarono sulle loro navi questo tipo di gatto e li vendettero a buon prezzo agli inglesi, favorendo così la loro diffusione in tutta la Gran Bretagna.
In Inghilterra il blu di Russia ebbe una grande fortuna tra tutti i gattofili che peraltro lo ribattezzarono con i nomi più vari come: gatto blu di Malta, gatto spagnolo, ma anche Arkhangelsk, dal luogo dove erano stati scoperti. 
Si dice anche che la razza blu di Russia discendesse dai gatti tenuti dagli zar, nella loro corte di San Pietroburgo: sembra che già Pietro il Grande ne possedesse diversi esemplari, così come in seguito la regina Vittoria del Regno Unito. Anche lo zar Nicola II ne possedeva diversi esemplari che lasciava gironzolare per le camere di corte.
Questo gatto è stato apprezzato per la tessitura e la colorazione del suo mantello, ma il riconoscimento ufficiale della razza non è stato semplice perché alle esposizioni feline era giudicato insieme ad altre razze sue simili, molto più famosi e all'epoca più apprezzate come l'inglese British Shorthair blu e il certosino francese. Il blu di Russia si distingue dal britannico a pelo corto per essere più affusolato e sottile e dal certosino per il colore degli occhi (il certosino ha gli occhi giallo arancio mentre il blu di Russia li ha verdi).
Con lo scoppio della prima guerra mondiale la razza del blu di Russia rischiò di estinguersi e gli allevatori inglesi allo scopo di salvare la razza lo incrociarono con i siamesi bluepoint, ma ottennero dei mici diversi da quelli originali con esemplari molto più esili, pur tuttavia conservando il colore della loro pelliccia molto simile a quella della lontra (come l'havana brown). Cercarono poi di ottenere una razza più robusta che non si allontanasse troppo dall'originale (come il nebelung). Gli allevatori statunitensi hanno invece privilegiato incroci che permettessero di ottenere gatti dalle forme più eleganti, ma lontani dalla razza originale per via della testa più cuneiforme e orecchie grandi con attaccatura bassa: in ogni caso il manto di questi incroci è molto più apprezzato.
Per le sue caratteristiche simili a quelle della lontra la pelliccia del blu di Russia in passato è stata spesso usata per confezionare capi di abbigliamento come colbacchi, manicotti e colli per cappotti.

## Caratteristiche fisiche
- Taglia: media.
- Testa: è cuneiforme con spigoli addolciti, la fronte è piatta e alta, il mento forte con gli angoli della bocca voltati all'insù. Le sue guance sono leggermente gonfie.
- Occhi: a mandorla, sono leggermente obliqui e ben distanziati uno dall'altro. Devono essere verdi, senza ombre di colore gialle.
- Orecchie: sono grandi, larghe e assottigliate e leggermente arrotondate alle punte, sono coperte di pelo fine e corto.
- Naso: di media lunghezza. Non ha stop (l'avallamento che si forma tra la fronte e gli occhi con la restante parte del muso); il tartufo e le labbra sono grigi.
- Coda: è spessa alla base, snella e assottigliata alla punta.
- Zampe: sono lunghe e sottili con piedi piccoli e arrotondati. I cuscinetti variano dal grigio al rosa.
- Mantello: corto e folto ha un abbondante sottopelo e questo fa sì che la pelliccia si presenti sempre leggermente sollevata. Il mantello è morbido, di colore grigio-blu uniforme, senza striature e deve riflettere la luce.
- Colori: Bianco Blu e Nero.
- Bianco: Bianco puro, con una lucentezza scintillante, privo di qualsiasi sfumatura gialla. I gattini bianchi hanno spesso un ciuffetto colorato sulla testa, che va da pochi peli a una macchia considerevole. Questo è normale, scompare con la crescita del primo mantello adulto. La pelle del naso e le zampette sono rosa. In Italia l’unico a portare avanti un progetto di selezione del Russo Bianco è l’Allevamento della Neve Blu.
- Blu: Puro blu, con una distinta lucentezza argentata (le punte dei peli hanno una punta argentata). Si preferisce un colore blu medio. Naso blu-grigio, zampe rosa lavanda.
- Nero: Nero corvino, con una lucentezza distinta. La pelle del naso e le zampette sono nere.
- Il russo bianco ha il pelo bianco con un riflesso argenteo molto luminoso, mentre il russo nero è meno appariscente perché il suo pelo è uniforme e senza sfumature. A volte può nascere tra questi incroci un esemplare con una pelliccia bianca, ma con muso coda e zampe di colore blu.
- Il suo pelo è considerato ipoallergenico grazie alla minor produzione di Fel d 1, glicoproteina all’origine di reazioni allergiche, e la sua folta pelliccia che trattiene la maggior parte degli allergeni vicino alla cute, impedendone la diffusione.

## Carattere
Il blu di Russia è un gatto che miagola poco e il suo tono è dolce e sommesso. È un gatto molto gentile, discreto e non invadente. Sopporta abbastanza bene il freddo e ama stare all'aperto; in inverno preferisce sistemarsi vicino al termosifone. Non ha problemi a rimanere in casa da solo anche per l'intera giornata in attesa del rientro del suo padrone. Se abituato, può adattarsi molto bene a viaggiare con qualsiasi mezzo.
Sa essere molto tranquillo, dolce e affettuoso sia con i padroni sia con i suoi simili. Di solito si adatta senza difficoltà alla coabitazione con altri animali domestici. Ama un amore unico, tanto che è lui che si sceglie, tra tutti i componenti della famiglia, il suo punto di riferimento. È infatti molto presente e spesso segue il padrone come un'ombra, nonostante non sia mai insistente. Sembra che riesca a captare gli umori e se non è il momento si mette in disparte in attesa di tempi migliori.
Il suo padrone ideale non ha età, ma deve essere una persona serena e tranquilla e, soprattutto, usare toni morbidi di voce.

## Crescita e maturità
I blu di Russia hanno un'aspettativa di vita media di circa 15-20 anni, ma alcuni hanno vissuto anche fino a un massimo di 25 anni e in generale non hanno problemi di salute, in quanto tendono ad avere pochi o nessun problema genetico e non sono inclini alle malattie. Il blu di Russia è un gatto di moderate dimensioni con un peso medio che varia dai 3,5 kg ai 7 kg quando è completamente cresciuto e i maschi sono in genere più grandi delle femmine. Il loro periodo di gestazione è di circa 64 giorni.

## Galleria d'immagini

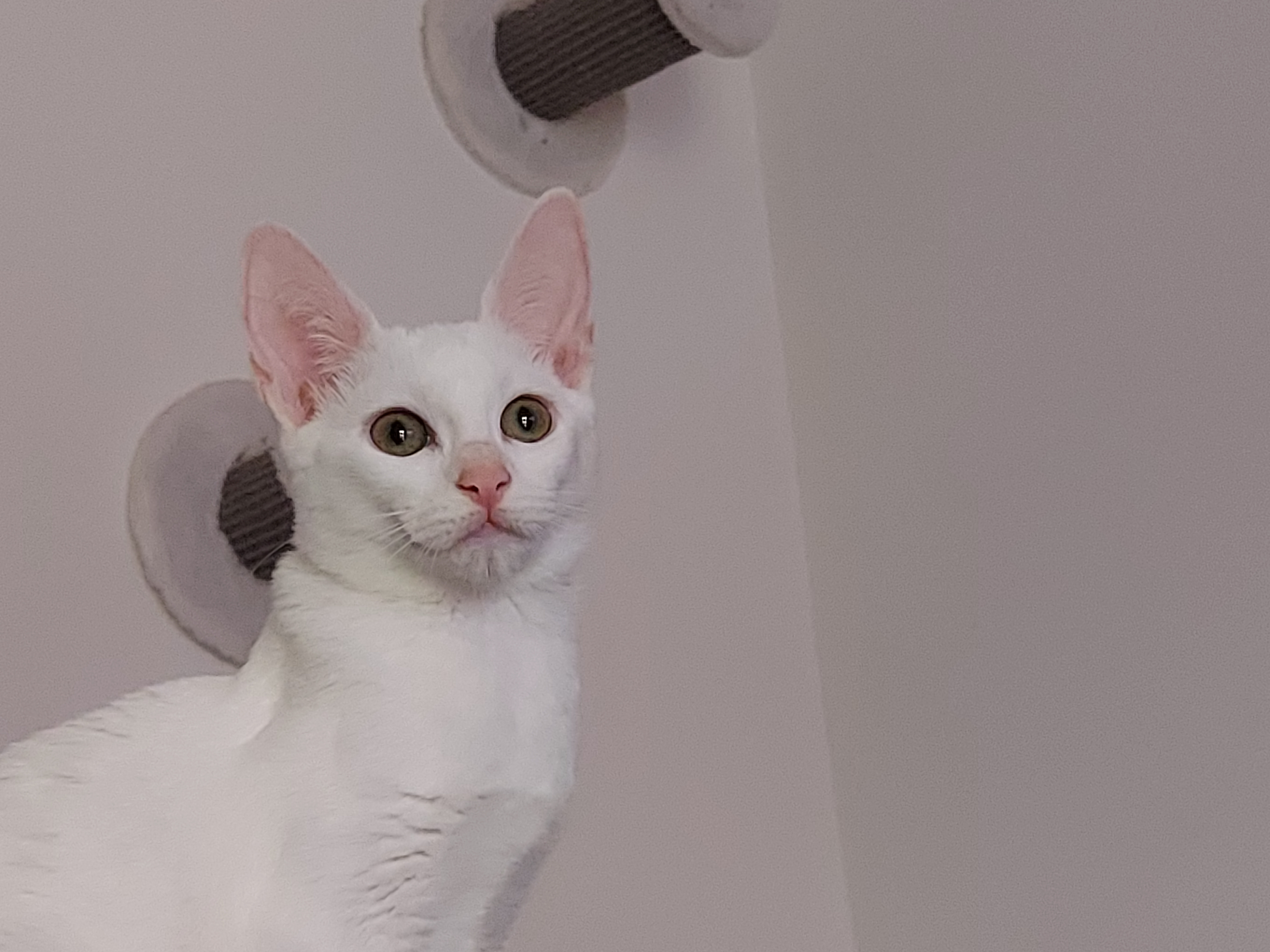
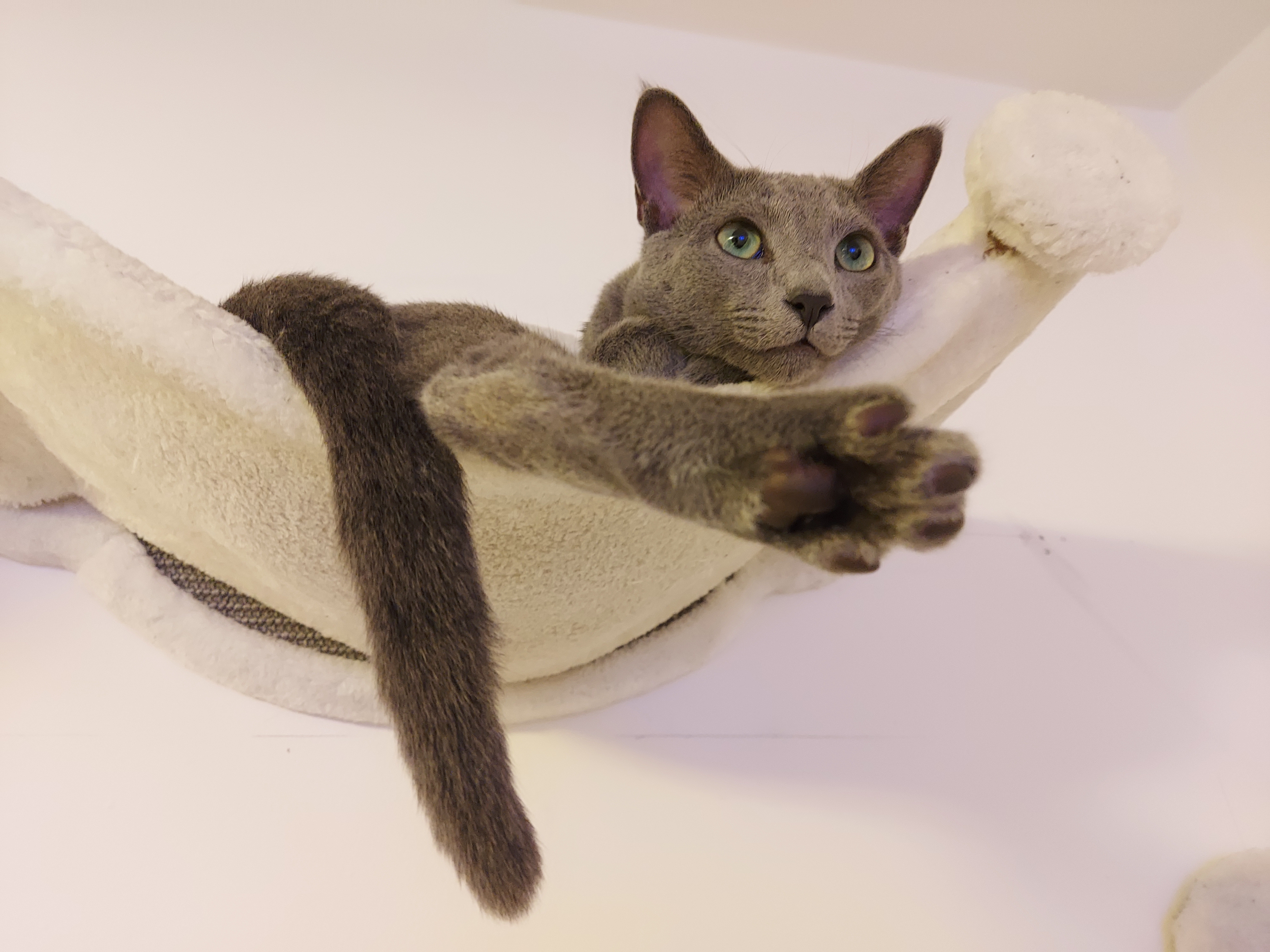

## Prezzo
Il prezzo di questa razza così aristocratica è molto alto, circa 1.200 euro per i Russi blu con pedegree, e oltre 1.500 euro per i Russi bianchi con pedegree attualmente rarissimi e considerati dei veri portafortuna.